# 충주 탑평리 갓바위마애불
탑평리 갓바위마애불은 충청북도 충주시 동량면에 있는 조선시대 마애불상이다. 2003년 9월 22일 충주시의 향토유적 제8호로 지정되었다.